# Pfarrkirche Illmitz

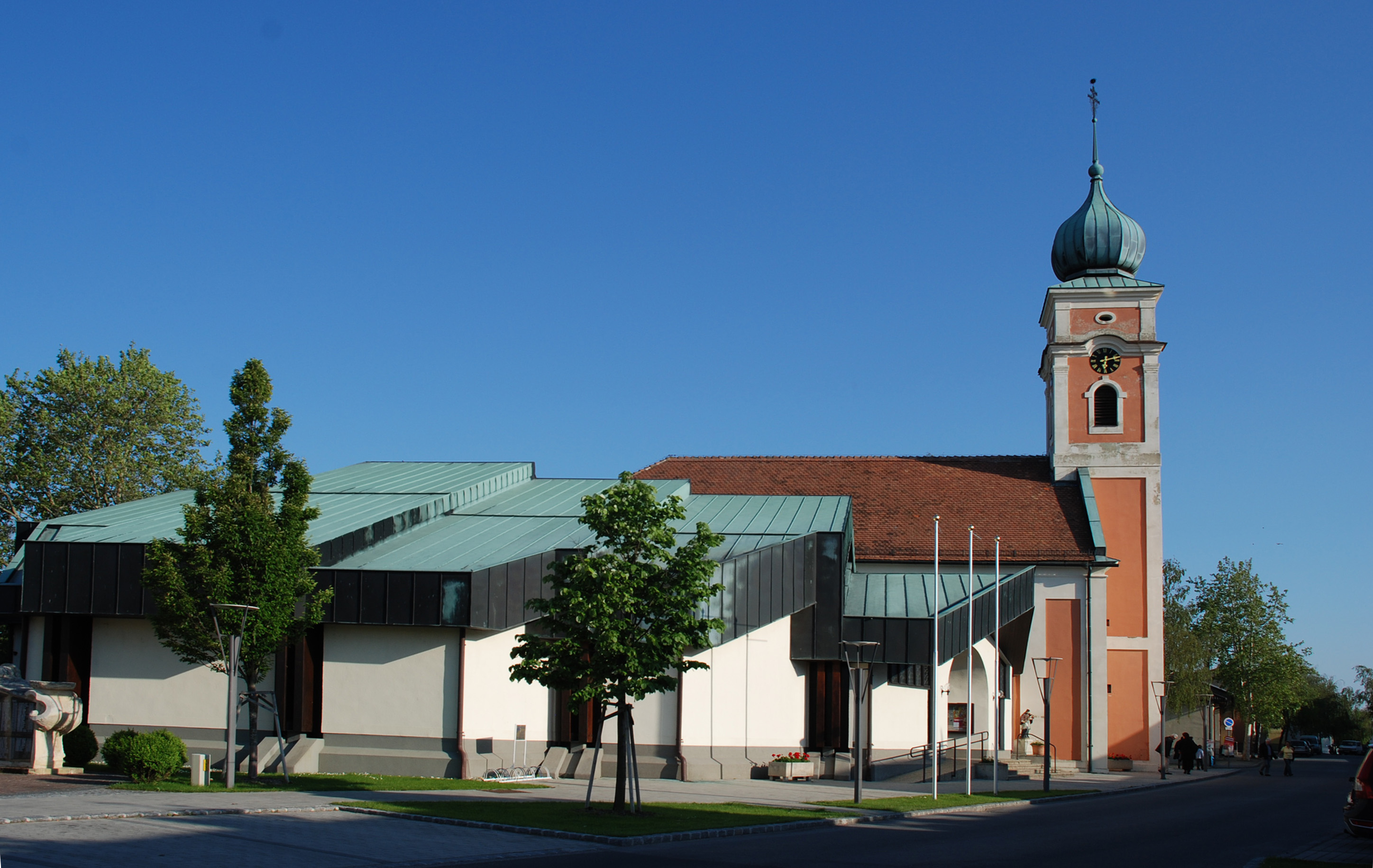
Kath. Pfarrkirche hl. Bartholomäus in Illmitz

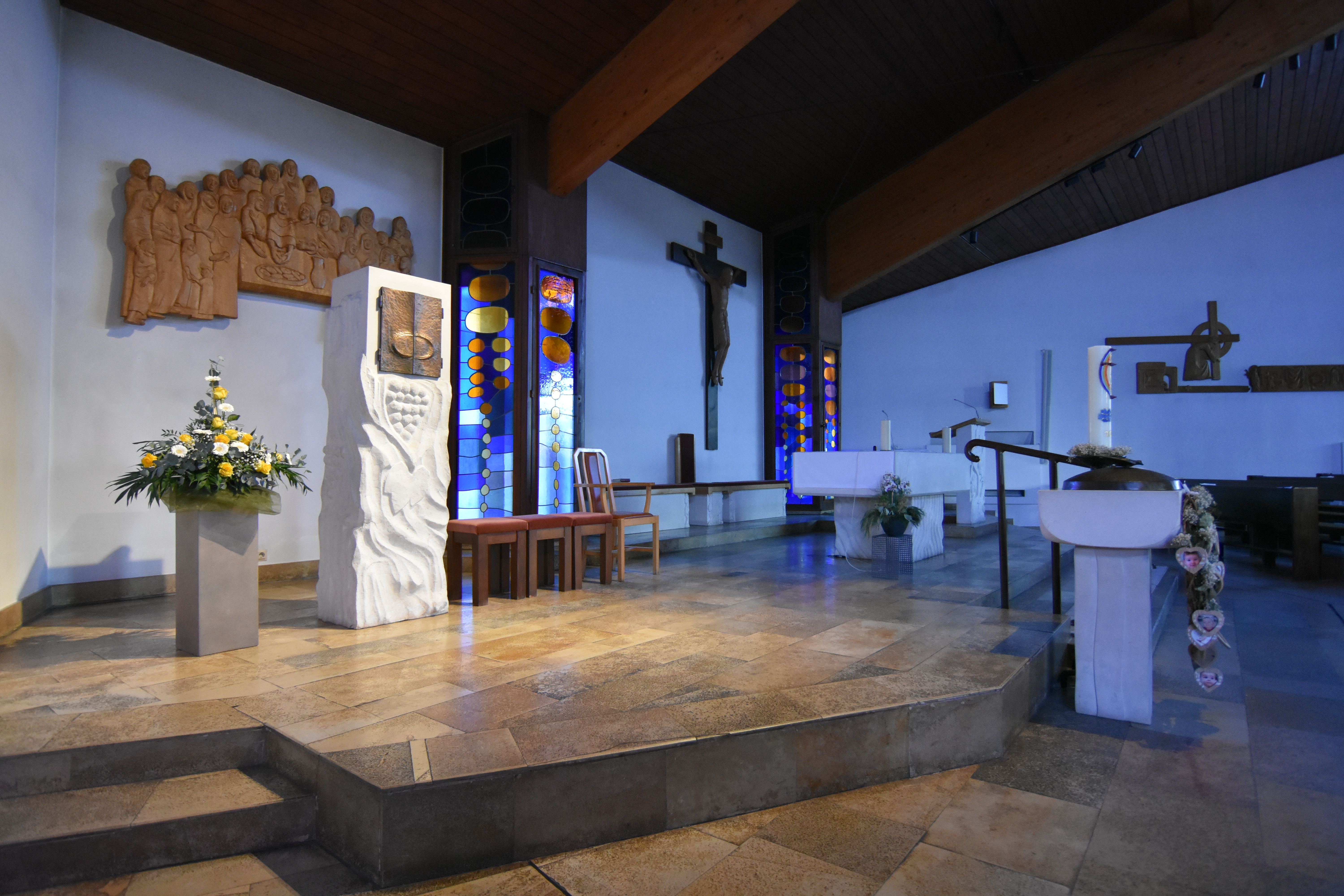
Altarraum der Kirche

Die römisch-katholische Pfarrkirche Illmitz steht auf dem Anger in der Marktgemeinde Illmitz im Bezirk Neusiedl am See im Burgenland. Die Pfarrkirche hl. Bartholomäus gehört zum Dekanat Frauenkirchen in der Diözese Eisenstadt. Die Kirche steht unter Denkmalschutz.

## Geschichte
Eine ältere Kirche hl. Martin am Kirchseehügel außerhalb des Ortes, 1299 urkundlich genannt, wurde im 18. Jahrhundert aufgegeben. Eine mittelalterliche Pfarre ist wahrscheinlich. 1775 erfolgte die Grundsteinlegung für die heutige Kirche im Ort. Die Kirche wurde 1792 geweiht.
Das neue angeschlossene Kirchenschiff der Moderne an der Nordseite entstand 1977/1978 nach den Plänen der Architekten Klaus Becker und Erich Eberstaller.

## Architektur
Der einheitliche spätbarocke Kirchenbau hat einen quadratischen dreigeschoßigen Turm, welcher zu einem Viertel in die westlichen Giebelfassade eingebunden ist.
Das dreijochige Langhaus unter breiten Platzlgewölben zwischen gestuften Gurten auf gestuften Pilastern hat Fenster in gerundeten Nischen.

## Ausstattung

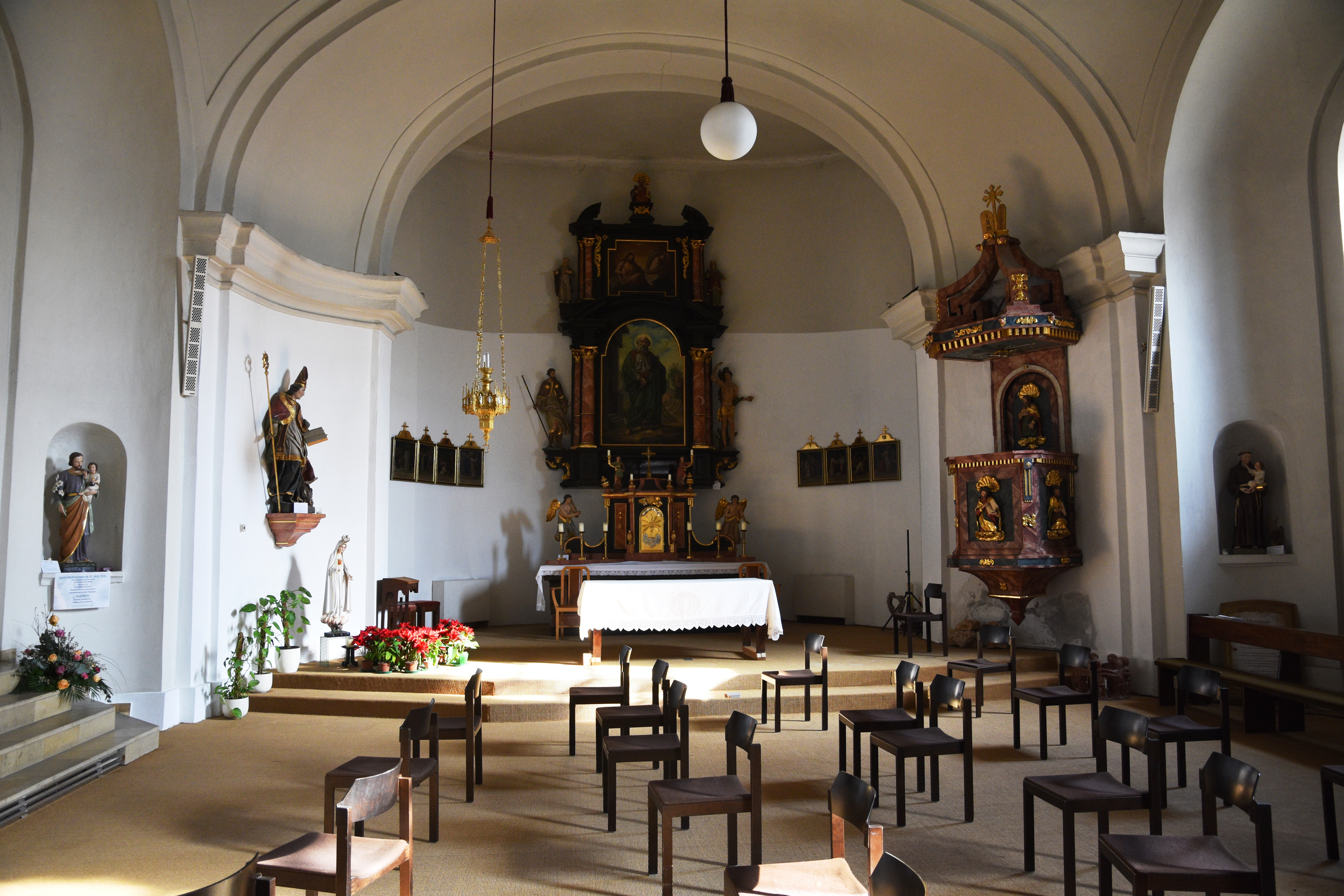
Hochaltar der Kirche

Der Hochaltar mit der Jahresangabe 1658 wurde aus dem aufgelassenen Augustinerinnenkloster in Eisenstadt hierher übertragen. Die Orgel aus 1979 mit 15 (14) Registern wurde von Rieger Orgelbau gefertigt.